# Crocallis cypriaca
Crocallis cypriaca is een vlinder uit de familie spanners (Geometridae). De wetenschappelijke naam is voor het eerst geldig gepubliceerd in 2003 door Fischer.
De soort komt voor in Europa.